# 3 Dywizja Flak
3 Dywizja Flak (niem. 3. Flak-Division) – niemiecka dywizja artylerii przeciwlotniczej z okresu II wojny światowej.

## Historia
Jednostkę utworzono 1 lipca 1938 r. jako Luftverteidigungskommando Hamburg (Dowództwo Obrony Powietrznej Hamburg). 1 sierpnia 1938 r. jej nazwę zmieniono na Luftverteidigungskommando 3 i ponownie 1 września 1941 r. na 3. Flak-Division.
Dywizja przez całą wojnę przebywała w Hamburgu i najbliższych okolicach. Jej obrona załamała się w sierpniu 1943 r., gdy większa część miasta została spalona w czasie operacji Gomora. Poddała się Aliantom w maju 1945 r.

## Skład bojowy dywizji (1944)
- 16 pułk Flak (Flak-Regiment 16)
- 51 pułk Flak (Flak-Regiment 51)
- 60 pułk Flak (Flak-Regiment 60)
- 66 pułk Flak (Flak-Regiment 66)
- 161 pułk reflektorów przeciwlotniczych (Flakscheinwerfer-Regiment 161 (Flakscheinwerfergruppe Hamburg))
- 610 batalion reflektorów przeciwlotniczych
- 123 lotniczy batalion łączności (Luftnachrichten-Abteilung 123)
- dywizyjne oddziały zaopatrzeniowe

## Dowódcy dywizji
- Generalleutnant Ottfried Sattler (od lipca 1938),
- Generalmajor Wolfgang Rüter (od 15 stycznia 1940),
- brak danych (od 1 marca do 1 września 1941),
- Generalleutnant Theodor Spieß (od 1 września 1941),
- Generalleutnant Walter von Hippel (od 1 lipca 1942),
- Generalmajor Alwin Wolz (od 1 maja 1944),
- Generalmajor Otto Stange (od 2 kwietnia 1945 do kapitulacji)